# Sonja Simanić
Sonja Simanić est une ancienne joueuse de volley-ball serbe née le 22 août 1983 à Novi Sad. Elle mesure 1,82 m et jouait au poste de réceptionneuse-attaquante. Sa sœur Biljana Simanić est également joueuse de volley-ball.

## Clubs
| Club                | De        | À         |
| ------------------- | --------- | --------- |
| OK Postar-Zrenjanin | 1999-2000 | 2001-2002 |
| Radnički Beograd    | 2002-2003 | 2002-2003 |
| Postar 064 Belgrade | 2003-2004 | 2003-2004 |
| V.C Klek            | 2004-2005 | 2004-2005 |
| Dinamo Pančevo      | 2005-2006 | 2006-2007 |
| CS Dacia Mioveni    | 2007-2008 | 2007-2008 |
| CSM Sibiu           | 2008-2009 | 2008-2009 |
| Nilüfer Belediye    | 2009-2010 | 2009-2010 |
| Çanakkale Belediye  | 2010-2011 | 2010-2011 |
| Quimper Volley 29   | 2011-2012 | 2011-2012 |